# Klasická obrana španělské hry
Klasická obrana španělské hry (též Cordelova obrana po německém šachovém teoretikovi Oskaru Cordelovi, který ji analyzoval; index ECO C64) je jedna z hlavních variant šachového zahájení známého jako španělská hra. Charakterizují ji tahy 1. e4 e5 2. Jf3 Jc6 3. Sb5 Sc5. Tahem 3. … Sc5 se černý pokouší vytvořit figurový tlak na diagonále a7-g1. V partiích hraných tímto zahájení vyhrává bílý ve 46% partií, černý ve 26%, remíz je pak 28%.

## Varianty

### Varianta s 4. 0-0
Namísto hlavního pokračování 4. c3 lze zvolit tento tah. Hra zde však často přechází do hlavní hry s 4. c3. Jedna z možností hry v je: 4. … Jf6 5. c3 0-0 6. d4 Sb6 7. dxe5 (po 7.Sg5 dochází k postavení hlavní varianty) 7. … Jxe4 8. Dd5 Jc5 9. Sg5 Je7 10. Dd1 Je4 11. Sh4 d5 12. Jbd2 c6 13. Sd3 Sf5. V této pozici je obrana černého dostatečná.

### Hlavní varianta
Nejčastější reakce bílého na klasickou obranu. Idea tohoto tahu spočívá v možnosti získat tempo pro případný útok na střelce c5 a ovládnout střed tahem d4, pokud černý nezvolí vhodnou obranu. Hrávané obrany jsou:
- 4. … Jf6 solidní pokračování, které platí za hlavní variantu 5. 0-0 0-0 6. d4 Sb6 7. Sg5 figury bílého zvyšují svůj tlak na centrum 7. … h6 8. Sh4 d6
  - 9. a4 a5 černý chce bílému zabránit v postupu pěšce na sloupci a, čímž částečně ubrzdí jeho hru na dámském křídle 10. Ve1
    - 10. … Sg4 11. Sxc6 bxc6 12. dxe5 dxe5 13. Dxd8 Vaxd8 14. Jxe5 g5 15. Sg3 Jxe4 16. Jxg4 f5 17. Ja3 (zajímavé může být i 17. Je5!?) 17. … Jxg3 18. Jxh6+ Kg7 19. hxg3 Vd2 bílý sice nabývá materiál, ale černé figury jsou mnohem aktivnější 20. Ve6 Vxf2 21. Kh2 Vh8 22. Vxc6 Vxb2 23. Jc4 Vb3 24. Vf1 Vxh6 25. Vxh6 Kxh6 26. Vxf5 Vxc3 27. Jxa5 g4 a černý hrozí zahrát Vc1
    - 10. … De7 11. Ja3 exd4 12. Sxc6 bxc6 13. Jxd4 g5 14. Sg3 Sg4 15. Dc2 postavení bílého je lepší, protože černý má několik pěšcových slabin (z partie Unzicker-Borodin, Vídeň 1968)
    - 10. … exd4 11. Sxc6 bxc6 12. Jxd4 Ve8
      - 13. Jd2 c5 (možné je též 13. … g5!?) 14. Jc2 Sb7 15. f4 c4+ 16. Jd4 Vb8 a černý získá aktivní hru (z partie Bologan-Piket, Biel 1999)
      - 13. Jxc6 Dd7 14. Sxf6 Dxc6 15. Sd4 Vb8 16. Sxb6 Vxb6 17.Dc2 Db7 varianta analyzovaná nizozemským velmistrem Jeroenem Piketem, podle něhož je pozice vyrovnaná

  - 9. Dd3 Sd7 10. Jbd2 a6 11. Sc4 exd4 12. cxd4 g5 13. Jxg5 (snad až příliš odvážné) 13. … hxg5 14. Sxg5 Kg7 (pokud 14. … Sxd4?, tak 15. e5! Sxe5 16. Dg6+ Kh8 17. Dh6+ Kg8 18. Je4+- a bílý získává lepší pozici) 15. Jb3 Je7 16. Sxf6+ Kxf6 17. f4 Se6 18. Kh1 Sxc4 19. Dxc4 Kg7 20. f5 f6 21. Vf3 Vh8 22. Vg3+ Kf8 23. De6 Jg8 nakonec vyhrál černý (z partie Topalov-Lékó, Dortmund 1999)
- 4. … Jge7 spíše pasivní pokračování 5. 0-0 Sb6 6. d4 exd4 7. cxd4 d5 8. exd5 Jxd5 9. Ve1+ Se6 10. Sg5 Dd6 (na 10. … Dc8 následuje 11. Je5 0-0 12. Jxc6 bxc6 13. Sxc6 Vb8 14.Jc3! a černý přichází nenahraditelně o pěšce) 11. Jbd2 h6 12. Je4 Db4 13. Sxc6+ bxc6 14. Dc2 hxg5 15. Dxc6 Ke7 16. a3 Dxb2 17.Jexg5 Jf4 18. De4 Je2+ 19. Dxe2 Dxe2 20. Vxe2 Vad8 21. Vae1 Vh6 22. Jxf7! Kxf7 23. Jg5+ Kg8 24. Jxe6 bílý stojí o trochu lépe (z partie Bogdanovič-Damjanovič, Maďarsko 1964)
- 4. … Df6 5. d4 exd4 6. e5 Dg6 7. cxd4 Sb4+ 8. Jc3 Jge7 9. 0-0 d5 10. Db3 Sxc3 11. bxc3 0-0 12. Sa3 Vd8 13. Sxe7 Jxe7 14. Vfe1 Sg4 15. Jh4 Dh5 16. g3 Jg6 17. Jxg6 hxg6 18. Ve3 g5 černý má šance na rovnou hru (z partie Sokolov-Charitonov, Lvov 1985)
- 4. … f5!? ostré gambitové pokračování vedoucí k taktické hře
  - 5. d4 fxe4 6. Sxc6 dxc6 7. Jxe5 Sd6 8. Dh5+ g6 9. De2 Dh4 10. 0-0 Sxe5 11. dxe5 Sf5 12. Jd2 0-0-0 13. f3 exf3 14. Jxf3 Dh5 15. Df2 s výhodou bílého (z partie Ánand-Pulkkinen, Oakham 1986)
  - 5. exf5 e4 6. d4 exf3 7. dxc5 De7+ 8. Se3 fxg2 9. Vg1 Jf6 10. Jd2 b6 11. Df3 Sb7 12. Dxg2 bílý stojí lépe (z partie Goy-Konikowski 1. Bundesliga 1985)
- 4. … d5!? nazýváno též Konikowski-Hardy gambit 5. d4 (nebo 5. Jxe5 Dg5!, 5. De2!?) 5. … exd4 6. cxd4 dxe4 7. Je5 Sb4+ 8. Jc3 Jge7 9. 0-0 0-0 10. Jxc6 bxc6 11. Sc4 Sxc3 12. bxc3 Jd5 13. Dc2 Dh4 (či 13. … Sf5!?) 14. g3 Dh3 15. Dxe4 Jxc3 16. Dxc6 Sf5 17. Sxf7+ (či 17. Ve1!?) 17. … Vxf7! 18. Dxa8+ Vf8 19. Dg2 Je2+ 20. Kh1 Se4 21. f3 Vxf3! 22. Vxf3 Dh5 23. Dxe2 Sxf3+ černý si získal vítězné postavení (z partie Jahr-Konikowski Polsko 1969).[1]